# Lino Villaventura

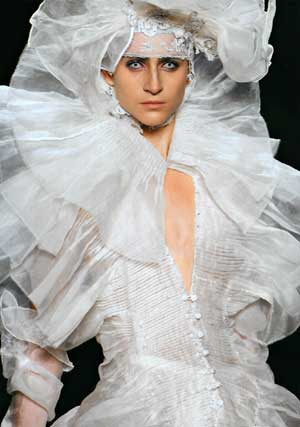
Modell mit Lino Villaventuras Winter-2008-Kollektion

Lino Villaventura (* 1951 in Belém, Brasilien) ist ein brasilianischer Modedesigner.

## Biografie

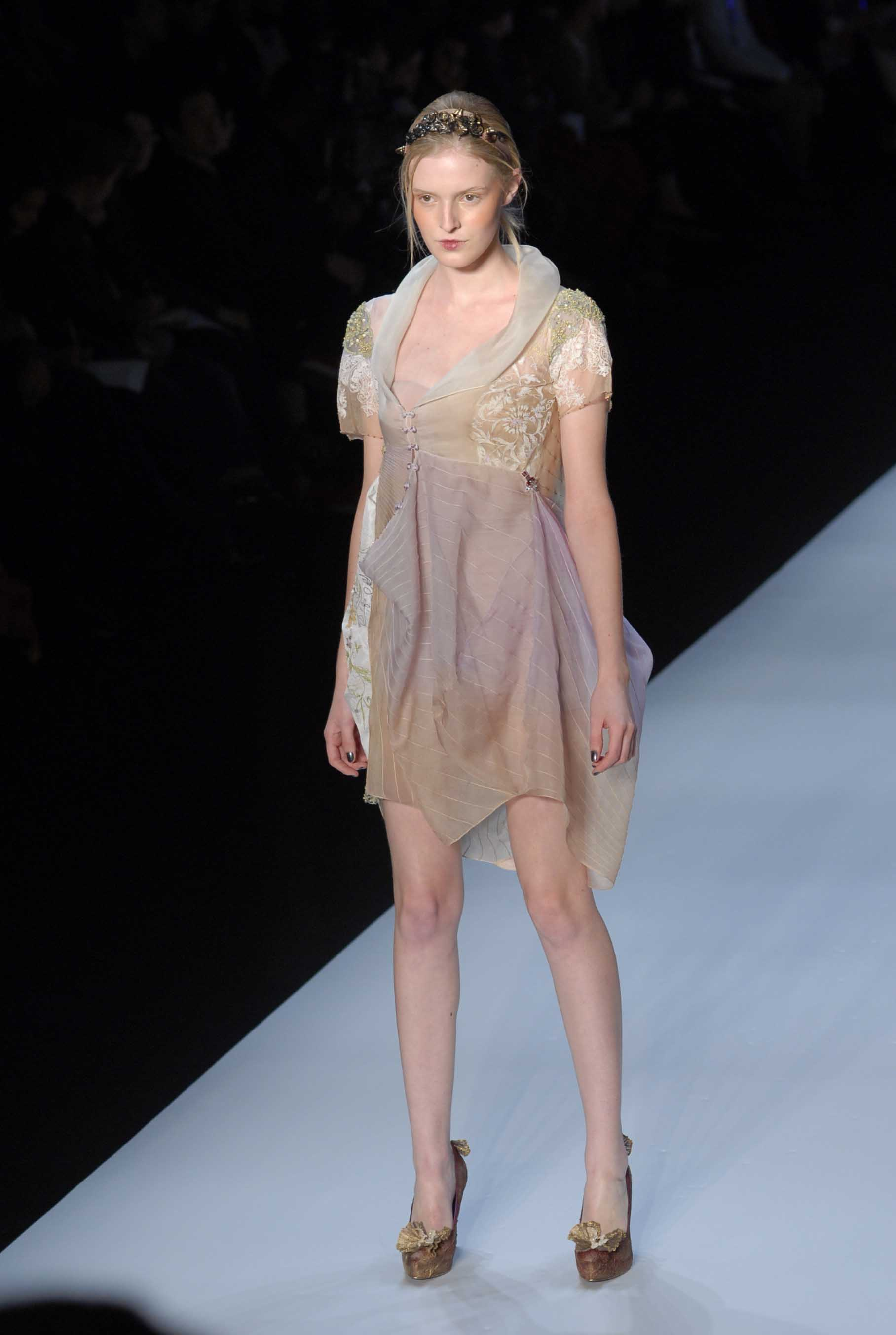
São Paulo Fashion Week im Juni 2011

Seit 1978 arbeitete Lino Villaventura mit lokalen Webereien und erstellte handgemachte Kleidung in limitierter Auflage. Zusammen mit Inez Villaventura gründete er 1982 die Marke «Lino Villaventura» und eröffnete sein erstes Geschäft in Fortaleza.
Villaventura ist einer der Pioniere der brasilianischen Modebranche und konzentriert sich auf den internationalen Markt. Er unterhält Filialen in São Paulo und Fortaleza. Seine Modelle werden unter anderem von Xuxa und Hebe Camargo getragen.
1989, nach etwas mehr als zehn Jahren Karriere und als Referenz in der brasilianischen Modeszene, wurde der aus Pará stammende und damals in Ceará lebende Modeschöpfer vom Außenministerium eingeladen, Brasilien auf einer internationalen Messe in Osaka, Japan, der „World Trade Fashion“, zu vertreten. Die Teilnahme brachte ihm Aufmerksamkeit ein, unter anderem durch einen Artikel in der britischen Zeitung Financial Times. Lino nutzte die Gelegenheit und bald waren seine Kleidungsstücke in Geschäften in Tokio, Osaka, London und New York zu finden.
Und 1995 wurden Linos Arbeiten in der Ausstellung „Art do Wear – Kunst als Kleidung“ in Deutschland gezeigt. Er nahm auch an der Ausstellung „A Arte do Brasil em Beirute“ im Sursoak Museum im Libanon teil. 1996 war er einer der ersten Modeschöpfer auf der Morumbi Fashion, der heutigen São Paulo Fashion Week. Und bis heute (Stand: 2025) präsentiert er seine Kollektionen bei den beiden jährlichen Ausgaben der Veranstaltung. Darüber hinaus ist Villaventura ein gefragter Kostümbildner beim Film und Theater. So entwarf er unter anderem die Kostüme für den Film Bocage, o Triunfo do Amor. Dafür erhielt er 1996 den «Prêmio Shell».